# Heleșteni, Iași
Heleșteni este satul de reședință al comunei cu același nume din județul Iași, Moldova, România.